# Usbekische Frauen-Handballnationalmannschaft
Die usbekische Frauen-Handballnationalmannschaft vertritt Usbekistan bei Länderspielen und internationalen Turnieren im Handball der Frauen.

## Teilnahme an internationalen Turnieren

### Weltmeisterschaft
- Weltmeisterschaft 1997: 21. Platz (von 24 Teams)
- Weltmeisterschaft 2021: 30. Platz (von 32 Teams)
Team: Sarvinoz Sultonova (in 7 Spielen eingesetzt / 0 Tore geworfen), Madina Khudoykulova (7/35), Mekhriniso Mukhamadova (7/3), Khusniya Safarova (7/1), Zukhra Botirova (7/1), Zilola Mirzaeva (7/6), Nargiza Yusupova (7/15), Anastasiya Mustafaeva (7/6), Zakhro Allayarova (7/9), Dilnoza Sultanova (7/0), Sevara Razakbergenova (7/17), Tuoryim Mamirova (7/0), Charos Obidjonova (7/7), Dilbarhon Bahromova (5/21), Oyazimkhon Abdumannonova (7/24), Maftunakhon Vosiljonova (7/15);[1] Trainer war Zafar Asimov.

### Asienmeisterschaft
- Asienmeisterschaft 1997: 4. Platz (von 5 Teams), qualifiziert für die Weltmeisterschaft 1997
- Asienmeisterschaft 2002: 7. Platz (von 7 Teams)
- Asienmeisterschaft 2008: 9. Platz (von 10 Teams)
- Asienmeisterschaft 2010: 6. Platz (von 8 Teams)
- Asienmeisterschaft 2012: 6. Platz (von 12 Teams)
- Asienmeisterschaft 2015: 5. Platz (von 9 Teams)
- Asienmeisterschaft 2017: 5. Platz (von 8 Teams)
- Asienmeisterschaft 2021: 5. Platz (von 11 Teams), qualifiziert für die Weltmeisterschaft 2021
- Asienmeisterschaft 2022: 8. Platz (von 10 Teams)

## Trainer
Trainiert wird das Team von Zafar Azimov.